# برتی اهرن
برتی اهرن (انگلیسی: Bertie Ahern؛ زاده ۱۲ سپتامبر ۱۹۵۱) یک سیاست‌مدار اهل ایرلند است.